# Procloeon mendax
Procloeon mendax is een haft uit de familie Baetidae. De wetenschappelijke naam van de soort is voor het eerst geldig gepubliceerd in 1862 door Walsh.
De soort komt voor in het Nearctisch gebied.